# Eduard Dietl
Eduard Dietl, nemški general, * 21. julij 1890, Bad Aibling, Oberbayern, † 23. junij 1944, Hartberg, Avstrijska Štajerska.

## Napredovanja
- Fahnenjunker-Gefreiter (29. januar 1910)
- Fahnenjunker-Unteroffizier (11. marec 1910)
- Fähnrich (4. maj 1910)
- poročnik (26. oktober 1911)
- nadporočnik (9. julij 1915)
- stotnik (29. avgust 1919)
- major (1. februar 1930)
- podpolkovnik (1. februar 1933)
- polkovnik (1. januar 1935)
- generalmajor (1. april 1938)
- generalporočnik (1. april 1940)
- general pehote (19. julij 1940; pozneje preimenovan v generala gorskih enot)
- generalpolkovnik (1. junij 1942)

## Odlikovanja
- viteški križ železnega križa (25.; 9. maj 1940)
- viteški križ železnega križa s hrastovimi listi (1.; 19. julij 1940)
- viteški križ železnega križa s hrastovimi listi in meči (72.; 1. julij 1944)
- 1914 železni križec I. razreda (3. september 1916)
- 1914 železni križec II. razreda (16. september 1914)
- Kgl. Bayer. Prinz-Regent-Luitpold Jubiläums-Medaille (12. marec 1911)
- Grossherzoglich Hessische Tapferkeitsmedaille (16. oktober 1915)
- Verwundetenabzeichen, 1918 in Silber (1917)
- Kgl. Bayer. Militär-Verdienstorden IV. Klasse mit Schwertern (18. junij 1918)
- Kgl. Bayer. Militär-Verdienstorden IV. Klasse mit Schwertern und mit der Krone
- Heeresbergführer-Abzeichen (28. april 1931)
- Kgl. Bayer. Militär-Verdienstorden II. Klasse (17. avgust 1933)
- Kommandeurkreuz des Chil. Verdienstordens (17. avgust 1933)
- Ehrenkreuz für Frontkämpfer (18. januar 1935)
- Wehrmacht-Dienstauszeichnung IV. bis I. Klasse (2. oktober 1936)
- Medaille zur Erinnerung an den 13.03.1938
- Medaille zur Erinnerung an den 01.10.1938
- Spange zum EK I (15. april 1940)
- Spange zum EK II (24. september 1939)
- Wehrmachtbericht (10. junij 1940)
- Zerstörer-Kriegsabzeichen (5. november 1940)
- Luftwaffe Gemeinsames Flugzeugführer- und Beobachter-Abzeichen in Gold mit Brillanten (5. januar 1941)
- Narvikschild (21. marec 1941)
- veliki križ reda bele rože Finske z meči in naprsno zvezdo (9. november 1941)
- Medaille »Winterschlacht im Osten 1941/1942«
- Goldenes Ehrenzeichen der NSDAP (30. januar 1943)
- Finn. Freiheitskreuz I. Klassse mit Stern, Eichenlaub und Schwertern (21. januar 1944)
- Grosskreuz des Finnischen Freiheitskreuzes mit Schwertern (24. junij 1944)